# Samuel Miklos Stern
Samuel Miklos Stern (1920-1969) fue un lingüista húngaro nacionalizado israelí y británico.

## Biografía
Nació en una familia de origen judío en Hungría. Descubrió las primeras jarchas mozárabes que se han publicado modernamente en su famoso artículo «Les vers finaux en espagnol dans les muwasshas hispano-hébraïques: Une contribution à l'histoire du muwassahas et à l'etude du vieux dialecte espagnol 'mozarabe'», Al-Andalus, XIII, 1948, que sitúan los comienzos de la lírica española y románica en la primera mitad del siglo XI, o tal vez antes. En este artículo publicó las primeras veinticuatro; ahora el corpus, ampliado por Emilio García Gómez y otros investigadores, es de unas sesenta jarchas. Aunque Stern y otros investigadores examinaron e interpretaron las jarchas como restos de una lírica proto-romance, hay expertos que cuestionan la legitimidad de tales conclusiones, considerando las jarchas como versos árabes o hebreos (sin elementos del dialecto romance de la Península). Las razones por las cuales hay esta incertidumbre incluyen el hecho de que las jarchas están escritas en árabe o hebreo, se conservan en manuscritos árabes o hebreos, faltan símbolos vocálicos y constituyen los últimos versos de poemas más largos (conocidos como moaxajas) que sí están en árabe o hebreo. Sin embargo, el descubrimiento de Stern marcó una gran diferencia en cómo se verían las raíces de la literatura española.

## Obra
- Hispano-Arabic strophic poetry studies by Samuel Miklos Stern. Selected and edited by L. P. Harvey. Oxford: Clarendon Press, 1974.
- Studies in early Ismailism, Jerusalem: Magnes Press, Hebrew University, 1983.